# Великий Кобелячок (річка)
Вели́кий Кобелячо́к (також: Кобелячка, Кобелячок, Кобилячок, Кобилячка) — річка в Україні, в межах Новосанжарського та Кобеляцького районів Полтавської області. Права притока Ворскли (басейн Дніпра). 

## Опис
Довжина річки 29 км, площа басейну 587 км². Долина глибока, праві схили місцями круті. Річище у верхній течії слабозвивисте, в нижній — звивисте, місцями розгалужене. Заплава в багатьох місцях заболочена. Біля села Марківки споруджено великий став. 

## Розташування
Витоки розташовані на північ від села Супротивна Балка. Тече переважно на південь і південний схід (у верхній течії — частково на південний захід). Впадає до Ворскли біля південної околиці міста Кобеляків. 
Притоки:
- Малий Кобелячок (ліва);
- Вовча (права).

Великий Кобелячок (Кобелячка) протікає через західну частину міста Кобеляків, а також село Великий Кобелячок і ще декілька сіл. 